# ساتوشي فوجتا
ساتوشي فوجتا (باليابانية: 藤田 聡) (23 سبتمبر 1976 في أماغاساكي في اليابان – )؛ هو لاعب كرة قدم سابق كان يلعب كلاعب وسط.

## وصلات خارجية
- ساتوشي فوجتا على موقع الاتحاد الدولي (مؤرشف)  (الإنجليزية)